# Madriat
Madriat település Franciaországban, Puy-de-Dôme megyében. Lakosainak száma 136 fő (2022. január 1.). Madriat Augnat, Boudes, Collanges, Rentières, Saint-Gervazy és Saint-Hérent községekkel határos.

## Népesség
A település népességének változása:
| Lakosok száma | 126  | 114  | 111  | 109  | 108  | 107  | 117  | 126  | 136  |
|               | 2013 | 2015 | 2016 | 2017 | 2018 | 2019 | 2020 | 2021 | 2022 |